# Cambounet-sur-le-Sor
Cambounet-sur-le-Sor is een gemeente in het Franse departement Tarn (regio Occitanie) en telt 764 inwoners (2005). De plaats maakt deel uit van het arrondissement Castres.

## Geografie
De oppervlakte van Cambounet-sur-le-Sor bedraagt 7,6 km², de bevolkingsdichtheid is 100,5 inwoners per km².
De onderstaande kaart toont de ligging van Cambounet-sur-le-Sor met de belangrijkste infrastructuur en aangrenzende gemeenten.

## Demografie
Onderstaande figuur toont het verloop van het inwonertal (bron: INSEE-tellingen).